# Edward Kubisiowski
Edward Antoni Kubisiowski (ur. 3 lutego 1944 w Krakowie, zm. 10 listopada 2011 tamże) – polski robotnik, działacz związkowy, działacz opozycji demokratycznej i więzień polityczny w PRL, członek Zarządu Regionu Małopolska NSZZ „Solidarność”.

## Życiorys
Był synem Edwarda i Marii Kubisiowskich. W 1962 ukończył Zespół Szkół Zawodowych w Krakowie. W latach 1963–1967 był brygadzistą w Zarządzie Budynków Komunalnych Kraków, a w latach 1967–1971 w KPBIMB Kraków. W latach 1971–1983 pracował jako malarz-dekarz w Przedsiębiorstwie Gospodarki Mieszkaniowej „Śródmieście” w Krakowie. W tymże zakładzie rozpoczął w 1980 działalność związkową jako członek NSZZ „Solidarność” i został tam przewodniczącym Komitetu Zakładowego „Solidarności” (1980–1981).
W lipcu 1981 był delegatem na I Walnym Zebraniu Delegatów Regionu Małopolska „Solidarności” w Tarnowie. Od lipca 1981 był członkiem Zarządu Regionu Małopolska „Solidarności” (w Sekcji Warunków Życia). W sierpniu 1981 wszedł w skład zespołu prowadzącego rozmowy z ministrem handlu wewnętrznego i usług Zygmuntem Łakomcem w sprawie braków żywności na rynku. Był członkiem Komisji ds. Wyżywienia i Zaopatrzenia mieszkańców Krakowa przy Zarządzie Regionu Małopolska „Solidarności”.
Po ogłoszeniu w grudniu 1981 stanu wojennego był zaangażowany w tworzenie Regionalnej Komisji Wykonawczej Małopolska podziemnej „Solidarności”. Kolportował wydawnictwa drugiego obiegu. Współtworzył i kolportował podziemne pismo Biuletyn Małopolski. Na potrzeby działalności konspiracyjnego przyjął pseudonim „Antek”. Był rozpracowywany przez Wydział III (zwalczania opozycji) Komendy Wojewódzkiej Milicji Obywatelskiej w Krakowie w ramach sprawy operacyjnej „Niespokojni”. 25 stycznia 1982 podczas odbioru numeru Biuletynu Małopolskiego został zatrzymany przez Służbę Bezpieczeństwa w lokalu konspiracyjnym przy ul. Długiej (wraz z nim zatrzymani zostali: Adam Kramarczyk, Tadeusz Świdziński i Grzegorz Jakubowski). 27 stycznia 1982 został aresztowany. Był osadzony w areszcie śledczym przy ulicy Montelupich w Krakowie. 
Został oskarżony o „przynależność do zdelegalizowanej organizacji NSZZ „Solidarność” i kontynuowanie działalności związkowej, rozpowszechnianie treści antypaństwowych oraz o chęć rozpowszechnienia nielegalnego pisma Biuletyn Małopolski”. 14 kwietnia 1982 Sąd Warszawskiego Okręgu Wojskowego skazał go na karę trzech lat pozbawienia wolności oraz karę dwóch lat pozbawienia praw publicznych. Ze względu na zły stan zdrowia udzielono mu przerwy w odbyciu kary, został zwolniony z więzienia 28 czerwca 1982. 
Również w 1982 został zwolniony z pracy. Po wyjściu z więzienia pozostawał bez pracy. W latach 1982–1983 utrzymywał się z prac dorywczych, m.in. kosił trawę w miejskich parkach. 15 sierpnia 1983 został zwolniony z odbywania kary na mocy amnestii. Od 1983 z uwagi na zły stan zdrowia przeszedł na rentę. Nadal uczestniczył w demonstracjach na terenie Krakowa i kontynuował nielegalną działalność opozycyjną. Był zaangażowany społecznie w pomoc dla rodzin osób internowanych i aresztowanych za działalność opozycyjną, współorganizował kolonie dla dzieci.
W latach 1989–1992 był ponownie przewodniczącym Komitetu Zakładowego zalegalizowanej „Solidarności” w Przedsiębiorstwie Gospodarki Mieszkaniowej „Śródmieście” w Krakowie. W latach 1990–1992 był członkiem Zarządu Regionu Małopolska „Solidarności”. W latach 1990–1996 pracował jako kierownik administracji Zarządu Regionu Małopolska „Solidarności” i kierownik budynku. W latach 1995–1998 był członkiem Komitetu Zakładowego Pracowników Zarządu Regionu Małopolska „Solidarności”.
Według jego córki Katarzyny Kubisiowskiej, Edward Kubisiowski wycofał się z działalności związkowej w latach 90., bo krytycznie oceniał przemiany zachodzące w „Solidarności” w obliczu transformacji ustrojowej. W ocenie Tadeusza Isakowicza-Zaleskiego „nie sprzeniewierzył się nigdy etosowi Solidarności”.
Od 2009 był na emeryturze. Utrzymywał się ze skromnej emerytury w wysokości 1150 złotych. W 2011 zdiagnozowano u niego czerniaka. Jego rodzina wnioskowała do Narodowego Funduszu Zdrowia o sfinansowanie terapii kosztującej 400 tys. złotych. NFZ nie udzielił mu wnioskowanego wsparcia. Sprawa jego ciężkiej sytuacji materialnej oraz odmowy finansowania leczenia przez Narodowy Fundusz Zdrowia dała impuls do powstania w Krakowie Stowarzyszenia Sieć Solidarności, skupiającego byłych opozycjonistów i opozycjonistki, zorganizowanego przez Edwarda Nowaka.

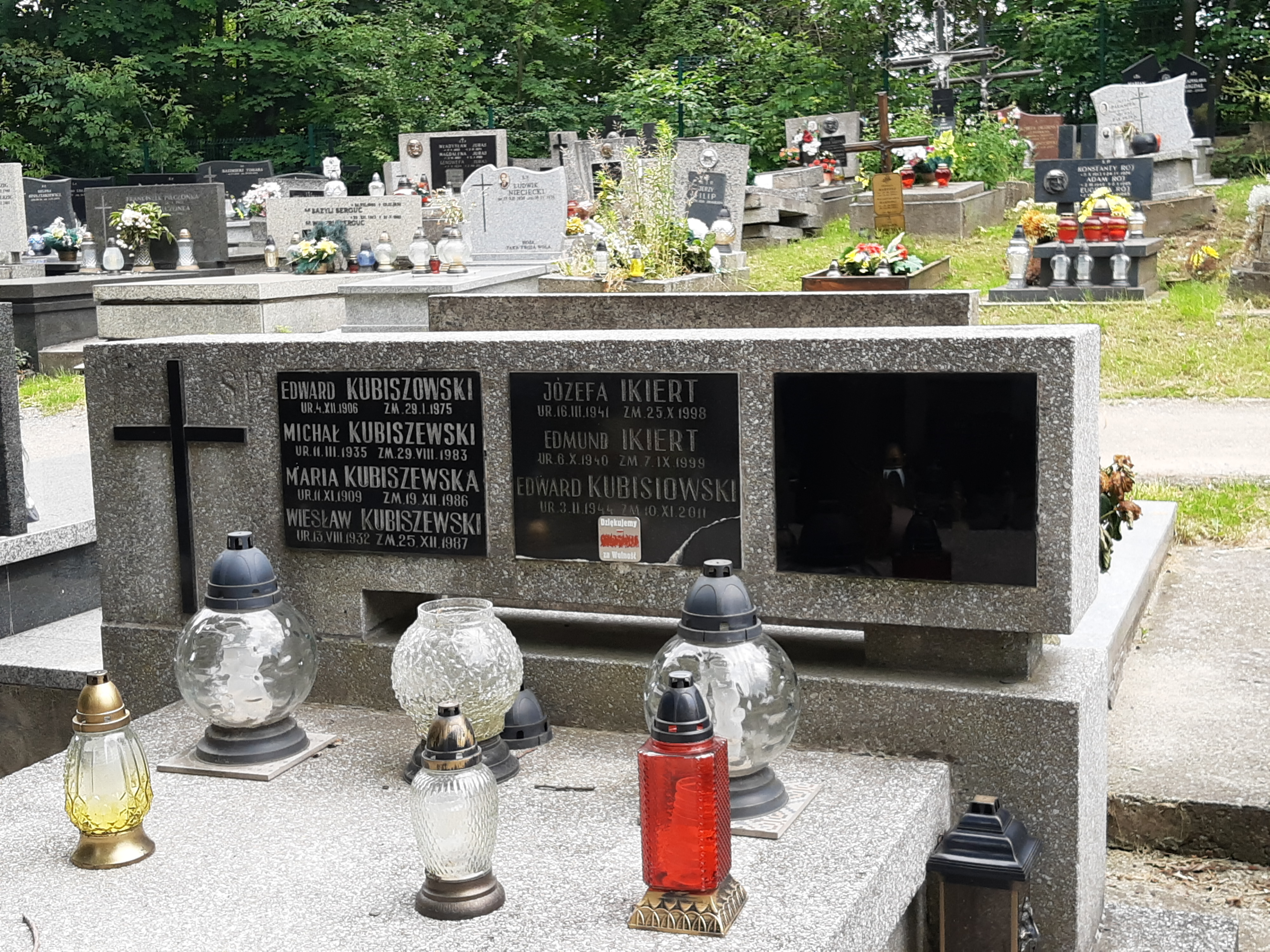
Grób Edwarda Kubisiowskiego na Nowym Cmentarzu Podgórskim

Zmarł 10 listopada 2011. Został pochowany 16 listopada 2011 na Cmentarzu Podgórskim w Krakowie (kw. XXXIV; rz. 2; m. 8).
Był żonaty, miał dwoje dzieci: córkę Katarzynę i syna Piotra.

## Odznaczenia
- Krzyż Wolności i Solidarności (pośmiertnie, 2011)[8][11];
- Medal „Dziękujemy za wolność” Stowarzyszenia Sieć Solidarności (pośmiertnie, 2014)[12].